# جوي بيهار
جوزفين فيكتوريا بيهار (بالإنجليزية: Joy Behar)‏ ممثلة كوميدية أمريكية عرفت بظهورها ضمن مضيفات البرنامج التلفزيوني ذا فيو المعروض على قناة اي بي سي.

## روابط خارجية
- جوي بيهار على موقع IMDb (الإنجليزية)
- جوي بيهار على موقع ألو سيني (الفرنسية)
- جوي بيهار على موقع أول موفي (الإنجليزية)
- جوي بيهار على موقع قاعدة بيانات برودواي على الإنترنت (الإنجليزية)
- جوي بيهار على موقع قاعدة بيانات الأفلام السويدية (السويدية)
- جوي بيهار على موقع إن إن دي بي (الإنجليزية)
- جوي بيهار على موقع قاعدة بيانات الفيلم (الإنجليزية)
- جوي بيهار على موقع كينوبويسك (الروسية)
- ABC News: Joy Behar on Faith Part One
- ABC News: Joy Behar on Faith Part Two